# Verbandsgemeinde Landstuhl
La comunità amministrativa Landstuhl (Verbandsgemeinde Landstuhl) si trova nel circondario di Kaiserslautern nella Renania-Palatinato, in Germania.
La comunità amministrativa è stata costituita nel 2019 dalla fusione delle comunità amministrative Landstuhl e Kaiserslautern-Süd e comprende 12 comuni.

## Comuni
Fanno parte della comunità amministrativa i seguenti comuni:
| Comune, città              | Sup. (km²) | Abitanti |
| -------------------------- | ---------- | -------- |
| Bann                       | 12,94      | 2 208    |
| Hauptstuhl                 | 5,00       | 1 176    |
| Kindsbach                  | 8,80       | 2 483    |
| Krickenbach                | 10,02      | 1 181    |
| Landstuhl, città           | 15,34      | 8 356    |
| Linden                     | 5,10       | 1 107    |
| Mittelbrunn                | 8,97       | 723      |
| Oberarnbach                | 5,08       | 422      |
| Queidersbach               | 14,78      | 2 809    |
| Schopp                     | 11,35      | 1 486    |
| Stelzenberg                | 9,23       | 1 226    |
| Trippstadt                 | 43,74      | 2 885    |
| Verbandsgemeinde Landstuhl | 150,35     | 26 062   |

(Abitanti al 31 dicembre 2021)